# Chaux-lès-Port
Chaux-lès-Port település Franciaországban, Haute-Saône megyében. Lakosainak száma 161 fő (2022. január 1.). Chaux-lès-Port Amoncourt, Conflandey, Port-sur-Saône és Villers-sur-Port községekkel határos.

## Népesség
A település népességének változása:
| Lakosok száma | 138  | 146  | 157  | 159  | 162  | 164  | 167  | 164  | 161  |
|               | 2013 | 2015 | 2016 | 2017 | 2018 | 2019 | 2020 | 2021 | 2022 |